# Braheplan
Braheplan (finska: Brahenkenttä) är en idrottsplats i Helsingfors som är hemmaplan för Helsingfors IFK:s bandylag. Sommartid spelar Helsinki Wolverines amerikansk fotboll här.

### Fotnoter
1. ↑  Berghälls konstisbana (Braheplan)